# Rio Bonito (vattendrag i Brasilien, Rio de Janeiro, lat -22,15, long -43,67)
Rio Bonito är ett vattendrag i Brasilien.   Det ligger i delstaten Rio de Janeiro, i den sydöstra delen av landet, 800 km sydost om huvudstaden Brasília.
Omgivningen kring Rio Bonito är huvudsakligen savann. Området är ganska tätbefolkat, med 166 invånare per kvadratkilometer.